# مبادرة خليج البنغال للتعاون التقني والاقتصادي المتعدد القطاعات
مبادرة خليج البنغال للتعاون التقني والاقتصادي متعدد القطاعات (BIMSTEC) هي منظمة دولية تضم مجموعة من البلدان في جنوب آسيا وجنوب شرق آسيا. هذه هي: بنغلاديش والهند وميانمار وسريلانكا وتايلاند وبوتان ونيبال. دول المبادرة هي من بين الدول تطل خليج البنغال. يعيش في هذه الدول 1.73 مليار شخص ويبلغ إجمالي الناتج المحلي مجتمعة 5.2 تريليون دولار أمريكي (2023).
تركز المجموعة على التعاون في أربعة عشر قطاعًا أنشئت لها عدة مراكز تابعة للمعهد للتركيز على هذه القطاعات.

## التأسيس
أنشئ تجمع شبه إقليمي جديد في بانكوك في 6 يونيو 1997 وأطلق عليه اسم BIST-EC (الحروف الأولى من أسماء الدول المشاركة وهي بنغلاديش والهند وسريلانكا وتايلاند). حضرت ميانمار اجتماع يونيو الافتتاحي كمراقب وانضمت إلى المنظمة كعضو كامل العضوية في الاجتماع الوزاري الخاص الذي عقد في بانكوك في 22 ديسمبر 1997 وقتها غيرر اسم المجموعة إلى BIMST-EC. مُنحت نيبال صفة مراقب في الاجتماع الوزاري الثاني المعقود في دكا في ديسمبر 1998. مُنحت العضوية الكاملة لنيبال وبوتان في فبراير 2004.
اتفق قادة المجموعة على أن اسم المجموعة يجب أن يعرف باسم BIMSTEC أو مبادرة خليج البنغال للتعاون التقني والاقتصادي متعدد القطاعات في القمة الأولى في 31 يوليو 2004.
يقع المقر الرئيسي لمبادرة خليج البنغال في دكا في بنغلاديش وافتتحه رئيس الوزراء البنغلاديشي الشيخة حسينة في 13 سبتمبر 2014. ان الهدف الرئيسي من مبادرة خليج البنغال هو التعاون التكنولوجي والاقتصادي بين دول جنوب آسيا وجنوب شرق آسيا على طول ساحل خليج البنغال. تم تضمين التجارة والاستثمار والتكنولوجيا والسياحة وتنمية الموارد البشرية والزراعة ومصايد الأسماك والنقل والاتصالات والنسيج والجلود وما إلى ذلك.

## الرئاسة
يتبع نظام التناوب الأبجدي للرئاسة. تولت رئاسة المبادرة بنغلاديش أولاً (1997-1999، 2005-2006)، تلتها الهند (2000، 2006-2008)، ثم ميانمار (2001-2002، 2009-2014)، وسريلانكا (2002-2003، 2018-2022)، وتايلاند (2004-2005، 2022-2024)، وأخيراً نيبال (2015-2018).

## الدول الأعضاء
| الدولة   | رأس الدولة                       | رئيس حكومة                         | تعداد السكان | الناتج المحلي الإجمالي / ملايين دولار أمريكي |
| -------- | -------------------------------- | ---------------------------------- | ------------ | -------------------------------------------- |
| بنغلاديش | محمد شهاب الدين، الرئيس          | محمد يونس، المستشار الرئيسي        |              | 419.237                                      |
| بوتان    | جيغمه خيسار نمجيل وانغشاك، الملك | تشيرينج توبجاي، رئيس الوزراء       |              | 2.653                                        |
| الهند    | دروبادي مورمو، الرئيس            | ناريندرا مودي، رئيس الوزراء        |              | 3،937.743                                    |
| ميانمار  | مينت سوي، الرئيس بالوكالة        | مين أونغ هلاينغ، رئيس الوزراء      |              | 69.262                                       |
| نيبال    | رام شاندرا بودل، الرئيس          | K. P. Sharma Oli، رئيس الوزراء     | 31،122،378   | 41.393                                       |
| سريلانكا | أنورا كومارا ديساناياكي، الرئيس  | Harini Amarasuriya، رئيس الوزراء   |              | 81.934                                       |
| تايلاند  | فاجيرالونغكورن، الملك            | باتونجتارن شيناواترا، رئيس الوزراء |              | 522.012                                      |

### رؤساء الدول الأعضاء

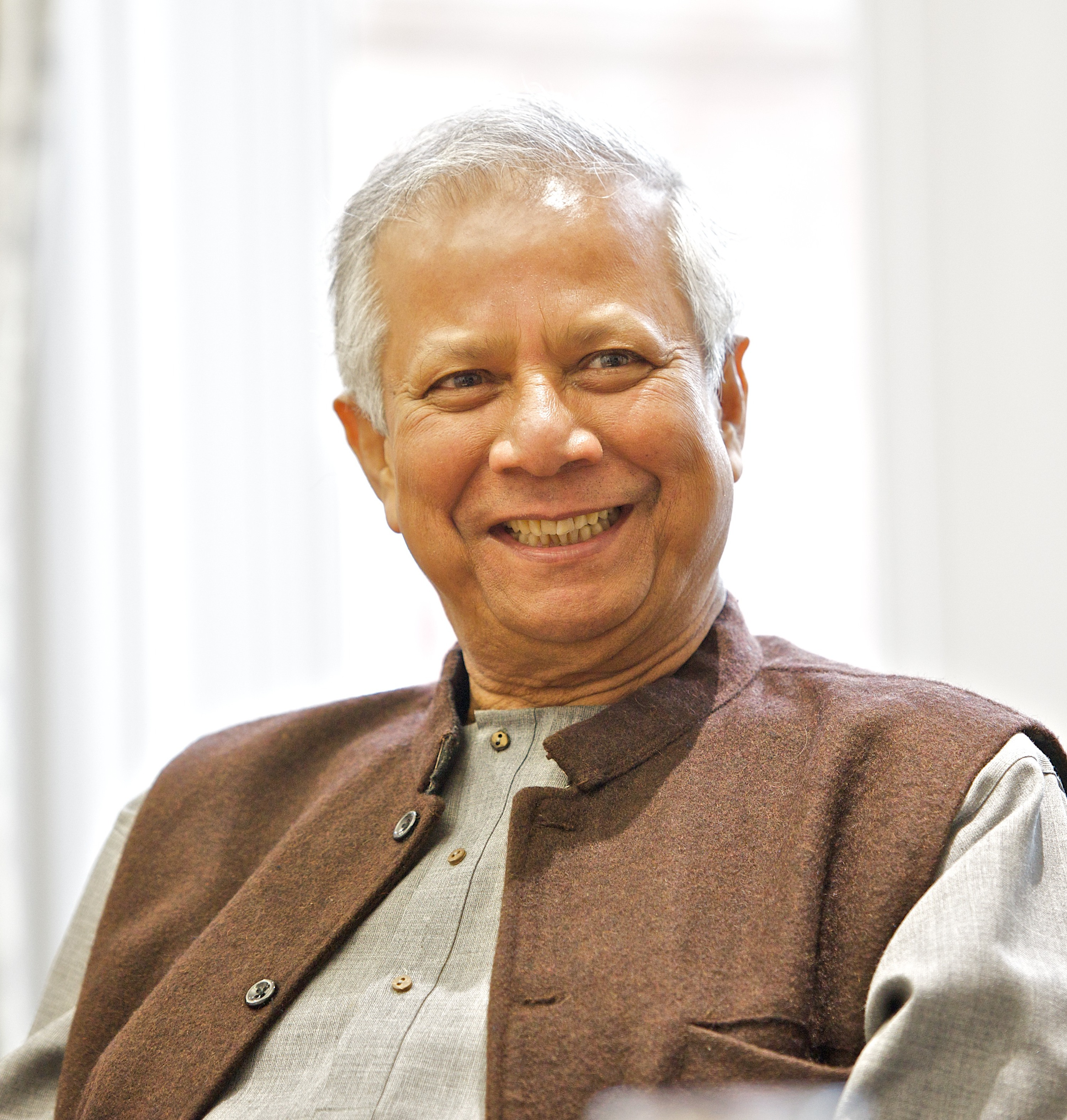
محمد يونس المستشار الرئيسي
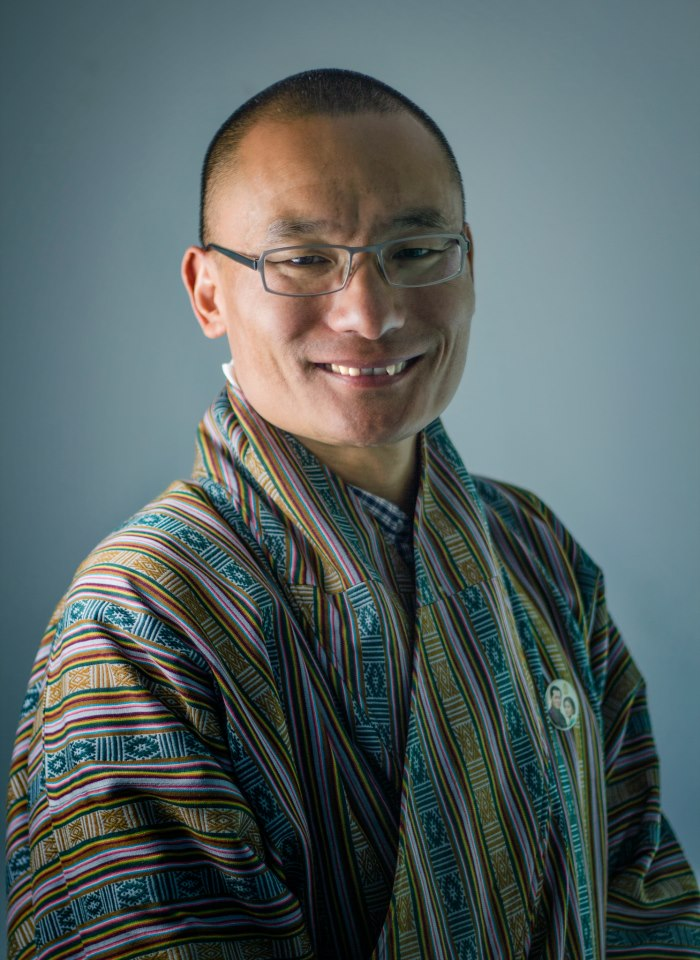
تشيرينج توبجاي رئيس الوزراء
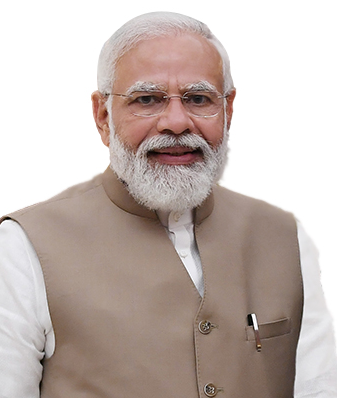
ناريندرا مودي رئيس الوزراء
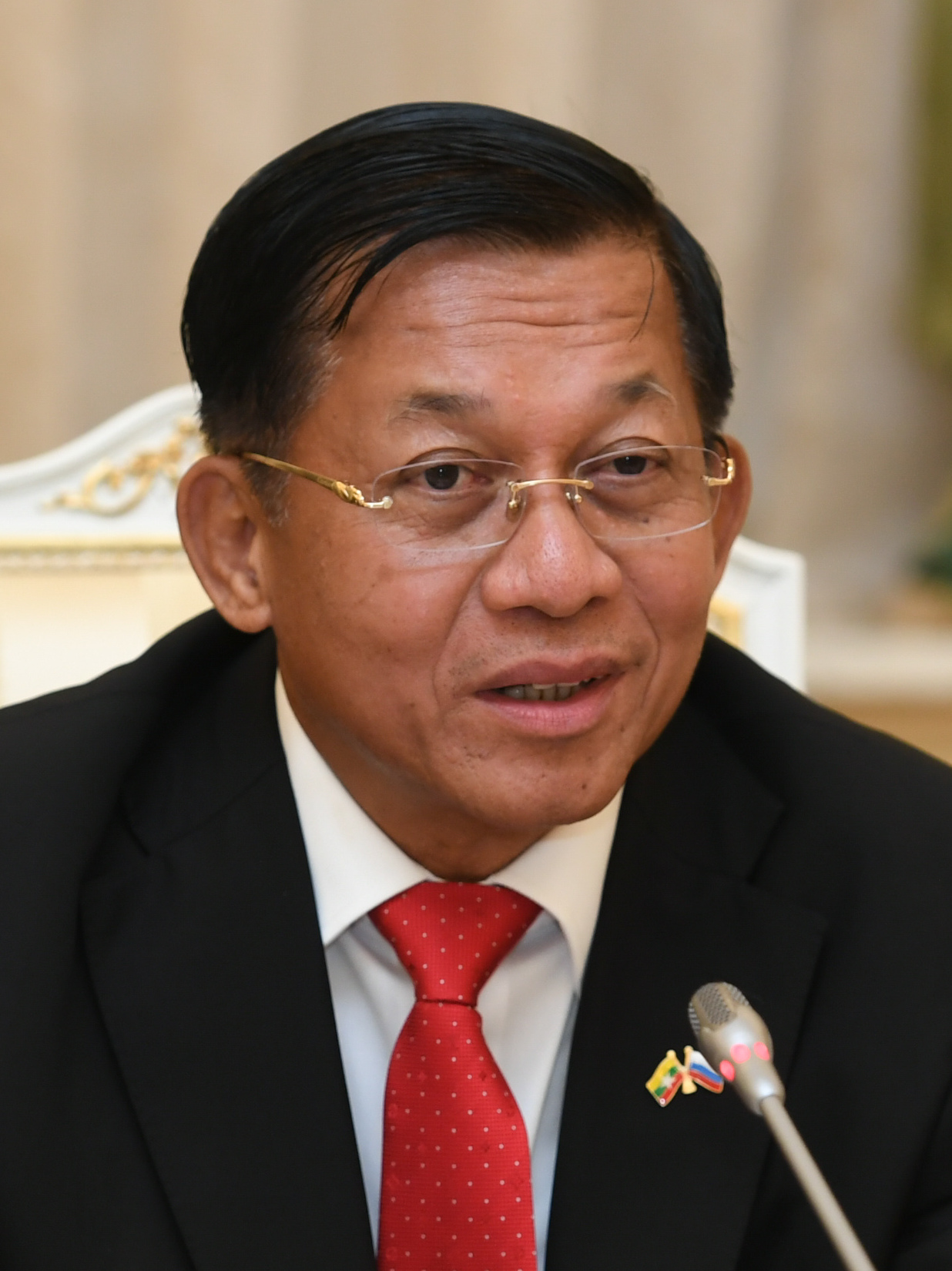
مين أونغ هلاينغ رئيس الوزراء
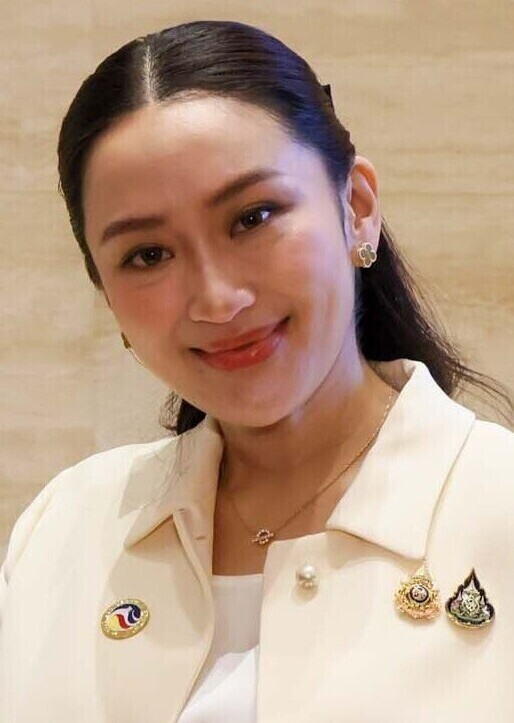
باتونجتارن شيناواترا رئيسة الوزراء

- جمهورية بنغلاديش الشعبية
محمد يونس
المستشار الرئيسي
- مملكة بوتان
تشيرينج توبجاي
رئيس الوزراء
- جمهورية الهند
ناريندرا مودي
رئيس الوزراء
- جمهورية اتحاد ميانمار
 مين أونغ هلاينغ
رئيس الوزراء
- مملكة تايلاند
باتونجتارن شيناواترا
رئيسة الوزراء

## مجالات التعاون
تضم مجموعة مبادرة خليج البنغال أربعة عشر قطاعًا ذا أولوية تغطي جميع مجالات التعاون. تم تحديد ستة قطاعات ذات أولوية للتعاون في الاجتماع الوزاري الثاني في دكا في 19 نوفمبر 1998. وهي تشمل ما يلي:
- التجارة والاستثمار، بقيادة بنغلاديش
- النقل والاتصالات بقيادة الهند
- الطاقة، بقيادة ميانمار
- السياحة بقيادة الهند
- التكنولوجيا بقيادة سري لانكا
- مصايد الأسماك بقيادة تايلاند

بعد الاجتماع الوزاري الثامن في دكا في 18-19 ديسمبر 2005، ظهر عدد من مجالات التعاون الجديدة. زاد عدد قطاعات التعاون ذات الأولوية من 6 إلى 14. تمت مناقشة القطاعات السبعة الجديدة في قمة مبادرة خليج البنغال الأولى وكانت هناك أنشطة مختلفة لتعزيز هذا التعاون منذ ذلك الحين. القطاعات على النحو التالي،
- الزراعة، بقيادة ميانمار
- الصحة العامة، بقيادة تايلاند
- التخفيف من حدة الفقر، بقيادة نيبال
- مكافحة الإرهاب والجريمة عبر الوطنية، بقيادة الهند
- البيئة وإدارة الكوارث الطبيعية، بقيادة الهند
- الثقافة بقيادة بوتان
- تواصل الناس مع الناس، بقيادة تايلاند
- تغير المناخ، بقيادة بنغلاديش [11]

## التعاون معبنك التنمية الآسيوي
أصبح بنك التنمية الآسيوي الشريك التنموي لـمبادرة خليج البنغال منذ عام 2005، لإجراء دراسة مصممة للمساعدة في تعزيز وتحسين البنية التحتية للنقل واللوجستيات بين دول مبادرة خليج البنغال. أنهى بنك التنمية الآسيوي بالفعل المشروع المسمى BIMSTEC البنية التحتية للنقل والدراسة اللوجستية. تم بالفعل نقل التقرير النهائي للدراسة المذكورة من بنك التنمية الآسيوي إلى جميع الأعضاء وينتظر ردود الفعل. سيتم تصميم مجالات أخرى للتعاون في وقت لاحق. يقع مقرها الرئيسي في ماندالويونغ، الفلبين.

## القمم الرئاسية
| No. | التاريخ          | الدولة المستضيفة | المكان   |
| --- | ---------------- | ---------------- | -------- |
| 1   | 31 يوليو 2004    | تايلاند          | بانكوك   |
| 2   | 13 نوفمبر 2008   | الهند            | نيودلهي  |
| 3   | 4 مارس 2014      | ميانمار          | نايبيداو |
| 4   | 30–31 أغسطس 2018 | نيبال            | كاتماندو |
| 5   | 30 مارس 2022     | سريلانكا         | كولمبو   |

## الروابط الخارجية
- الموقع الرسمي
- اتفاقية التجارة الحرة BIMSTEC